# Den gyldne regel
Den gyldne regel, også kaldt reciprocitetsetik eller gensidighedens etik, er et etisk princip, som i forskellige varianter findes i mange religioner. Helt grundlæggende lyder princippet: "Behandl andre, som du selv ønsker at blive behandlet." En negativ formulering, som er lige så universel, lyder: "Behandl ikke andre, som du ikke selv ønsker at blive behandlet." Den negative formulering bliver undertiden kaldt "sølvreglen".
Udtrykket ”gylden regel” eller ”gylden lov” begyndte at blive almindeligt brugt i begyndelsen af 1600-tallet i Storbritannien af anglikanske teologer og prædikanter. Den tidligst kendte brug af udtrykket findes hos anglikanerne Charles Gibbon og Thomas Jackson i 1604. Selve det princip, som udtrykket refererer til, er dog meget ældre.

## Eksempler fra verdensreligionerne

### Jødedommen
”Du skal elske din næste som dig selv.” Dette kendte bud, som Jesus ofte henviser til, stammer fra jødedommens Bibel (Det Gamle Testamente). Det står i Tredje Mosebog, 19,18. I det samme kapitel står der: ”Den fremmede, der bor som gæst hos jer, skal være som en af landets egne, og du skal elske ham som dig selv. I var jo selv fremmede i Ægypten.” (vers 34)
Her er det første udtryk for reciprocitetsetikken i jødedommen: Man skal elske sin næste, ligesom man umiddelbart (egoistisk) elsker sig selv. Man skal tænke på næstens behov, ligesom man umiddelbart tænker på sine egne behov.
Næstekærlighedsbuddet er dog ikke formuleret som den gyldne regel: "Behandl andre, som du selv ønsker at blive behandlet." Denne formulering findes ikke i Det Gamle Testamente. Den findes derimod i Talmud, som ved siden af Det Gamle Testamente (Tanakh) er jødedommens vigtigste skrift.
I Talmud fortælles historien om en hedning, der ville omvende sig til jødedommen. Han henvendte sig til den skriftlærde Shammai og bad om at lære hele Moseloven i løbet af den tid, han kunne holde sig stående på ét ben. Shammai, der var tømrer, tog sin målestok og jagede ham væk. Derpå gik hedningen til en anden skriftlærd, Hillel, og bad om det samme. Hillel sagde: ”Det, som du ikke bryder dig om, skal du ikke gøre mod en anden. Det er hele loven (Torah), og resten er fortolkning til den.” (Shabbat 31a, 6.) Hillel bruger her den negative formulering af den gyldne regel.

### Kristendommen
I evangelierne bruger Jesus den positive formulering af den gyldne regel. Her er et berømt eksempel fra bjergprædikenen:
”Alt, hvad I vil, at mennesker skal gøre mod jer, det skal I også gøre mod dem. Sådan er loven og profeterne.” (Mattæusevangeliet, 7,12)
Jesus opfatter altså – i lighed med Hillel – den gyldne regel som en sammenfatning af Moseloven.
I Lukasevangeliet står udsagnet i en lidt anden formulering:
”Som I vil, at mennesker skal gøre mod jer, sådan skal I gøre mod dem.” (Lukasevangeliet, 6,31)
I skriftet Didaké, der stammer fra 100-tallet, bliver den gyldne regel knyttet til buddet om kærlighed til næsten:
”Du skal elske din næste som dig selv. Og alle ting, du ikke vil have sker for dig selv, skal du heller ikke gøre mod andre.” (Didaké, 1,4-5)

### Islam
I Koranen findes den gyldne regel ikke i sin ordrette version. Man kan dog sige, at ånden i den gyldne regel er indeholdt i visse skriftsteder. Her er to eksempler:
”O, I troende! Giv af de gode ting, I har erhvervet jer, og af det, som vi har frembragt af jorden for jer. Og søg ikke at give det dårlige, når I selv ikke vil modtage det.” (Sura 2,267)
”Og de, der besidder rigdom og fylde iblandt jer … skal tilgive og glemme. Ønsker I ikke, at Allah skal tilgive jer?” (Sura 24,23)
I Hadith findes der flere ordrette formuleringer af den gyldne regel. Hadith er samlinger af Muhammeds handlinger og udtalelser, som ikke er beskrevet i Koranen, men som angiveligt stammer fra ham. Traditionelt regner muslimer Hadith for at være det vigtigste skrift næst efter Koranen. I Kitab al-Kafi, som er en shiamuslimsk hadithsamling af den persiske lærde Muhammad ibn Ya'qub al-Kulayni fra omkring år 900, står der:
”En beduin kom til profeten, greb hans kamels stigbøjle og sagde: 'O, Guds budbringer! Lær mig noget, som kan føre mig til himlen.' Profeten sagde: 'Således som du vil have, at folk skal gøre mod dig, skal du gøre mod dem. Og hvad du ikke kan lide, at der bliver gjort mod dig, gør ikke det mod dem. Slip nu stigbøjlen!' "
Den skriftlærde An-Nawawi, der levede i 1200-tallet, skrev værket ”40 hadither” (al-Arbaʿīn al-Nawawiyya). Heri står der blandt andet:
”Ingen af jer er troende, før han ønsker for sin bror, hvad han ønsker for sig selv.” (40 hadither, kapitel 13)
Modsætningen mellem ”de troende” og ”de vantro” er grundlæggende i islam. Derfor ligger der i udsagnet en ekstra understregning af vigtigheden af at leve efter den gyldne regel.

### Hinduismen
Mahabharata er en hellig hinduistisk tekstsamling, der opstod i århundrederne før og efter vor tidsregnings begyndelse. Her optræder den gyldne regel som et centralt princip:
”Man skal aldrig gøre mod en anden, hvad man betragter som skadeligt for én selv. Dette er, i korthed, reglen for retskaffenhed.” (Mahabharata, 13,113,8.)
I det samme kapitel omtales ”den retskafne” som ”den mand, der betragter alle væsener som sig selv og opfører sig mod dem som mod sig selv.” Baggrunden for den gyldne regel er dermed nærmest en identificering med andre mennesker. Det at inddrage alle levende væsener er et kendetegn ved hinduismen.
Den gyldne regel hedder på sanskrit ”atmaupamya”, hvilket betyder ”at tage sig selv som lignelse”. Reglen nævnes flere gange i Mahabharata. Her er et par eksempler:
”Den vidende vil behandle alle væsener som sig selv.”(12,268,1
” Man skal ikke give den anden det, som er én selv imod.”(13, 114, 8ab) 

### Buddhismen
I det buddhistiske skrift Samyutta Nikaya, der stammer fra 500-tallet f.Kr., taler Buddha et sted om ethvert menneskes ønske om ikke at dø, om at søge lykke for sig selv, og om at undgå ulykke. I den forbindelse siger han:
”Hvad der er ukært og ubehageligt for mig, det er også ukært og ubehageligt for den anden. Hvordan kan jeg da gøre mod en anden, hvad der er ukært og ubehageligt for mig?” (Samyutta Nikaya, 55.7.2.)
Denne sætning bliver gentaget to gange i det følgende (i 55.7.3. og i 55.7.4.). Meningen hermed er at indøve (virksom) medfølelse (på sanskrit: "karuna" – et centralt begreb i buddhistisk etik) hos tilhørerne.

### Konfucianismen
Analekterne er et kinesisk skrift fra ca. 450 f.Kr. Værket indeholder læreudsagn af Konfutse (551-479 f.Kr.), grundlæggeren af konfucianismen. Læreudsagnene kommer ofte som svar på et spørgsmål fra en elev. Her er et eksempel:
”Zhong Gong spurgte om den fuldkomne dyd. Mesteren sagde: ’Det er, når du er udenlands, at behandle enhver som om du modtog en vigtig gæst; at behandle folkene som om du hjalp til ved et stort offer; ikke at gøre mod andre som du ikke ville ønske gjort mod dig selv; ikke at bringe nogen vrede over dig i landet, og ingen i familien.’ ” (Analekter, 12.2)
Et andet sted bliver Konfutse spurgt, om der er en handleregel, der gælder for hele livet:
”Zi Gong sagde: ’Er der ét ord, der kan tjene som en handleregel for hele ens liv?’ Mesteren sagde: ’Er ikke "gensidig hensyntagen” (på kinesisk: "shu") et sådant ord? Gør ikke mod andre, hvad du ikke ønsker gjort mod dig selv.' ” (Analekter, 15.24) 
”Shu” bliver her forklaret som ”gensidig hensyntagen”. Det kan også kaldes ”reciprocitetsetik”. ”Konfutses elev Tseng Tzu beskriver shu som den røde tråd, der – sammen med ”chung” (loyalitet) – går gennem hele Konfutses lære (Analekter, 4.15)

## Religionsdialog
Som et led i forsøget på at fremme religiøs tolerance og fredelig sameksistens mellem religionerne er der gjort flere forsøg på at finde en fælles kerne i verdensreligionerne. Et af forsøgene går ud på at sige, at det dybest set er det samme guddommelig ophav, som de forskellige religioner taler om, blot under forskellige navne og former. Religionernes forskellige guder (Jahve, Allah, Brahman, osv.) er således blot forskellige manifestationer af den ene, samme Gud. Et tilsvarende forsøg går ud på at sige, at alle religioner har et fælles mystisk grundlag.
På samme måde er det blevet fremført, at alle religioner har en fælles etisk kerne i form af den gyldne regel. Den tanke spillede en fremtrædende rolle i det første møde i ”Verdensreligionernes Parlament” i Chicago i 1893 - en konference, der havde til formål at skabe en verdensomspændende dialog mellem religionerne. Et af parlamentets mål var at gøre den gyldne regel til grundlaget for samarbejde blandt mennesker med forskellige religioner. ”Kun da vil jordens nationer vige for enighedens ånd og ikke mere lære at gå i krig,” sagde parlamentets præsident Charles Bonny.
I 1901 blev organisationen ”Den gyldne regel-broderskabet” ((The Golden Rule Brotherhood”) grundlagt i New York. Organisationens mål var at forene alle religioner under ”Guds Faderskab” og at virke for en solidarisk menneskehed. Den ønskede blandt andet at indføre en ”gylden regel-dag” i kirker, synagoger og skoler. Organisationen virkede inspirerende for religionsdialogen, men opnåede ingen konkrete resultater.
Den gyldne regel har dog virket inspirerende for ønsket om at skabe forståelse og fredelig sameksistens mellem religionerne og kulturerne indbyrdes. Et eksempel herpå optræder i den amerikanske præsident Barack Obamas tale på Kairo Universitet den 4. juni 2009. Talen handlede fortrinsvis om forholdet mellem den vestlige verden og den muslimske verden. Mod slutningen af talen sagde Obama:
”Der er én regel, som ligger i hjertet af enhver religion, at vi skal gøre mod andre, som vi vil have, at de gør mod os. Denne sandhed overskrider nationer og folkeslag. Det er en tro, som ikke er ny, som ikke er sort eller hvid eller brun, som ikke er kristen eller muslimsk eller jødisk. Det er en tro, som pulserede i civilisationens vugge, og som stadig slår i hjerterne af milliarder rundt om i verden.” 

## Kritik
Den gyldne regel har været genstand for forskellige former for kritik. Den mest udbredte går ud på, at man ikke kan vide, hvordan andre vil behandles. Man kan selvfølgelig spørge dem, men det er ikke muligt, hvis de ikke har en tilstrækkelig forståelse af, hvordan de egentlig vil behandles.
Den irske skuespilforfatter George Bernard Shaw (1856-1950 skrev engang: ”Gør ikke mod andre, som du vil have, at de skal gøre mod dig. Deres smag er måske ikke den samme.”  Shaw påpegede hermed, at hvis ens værdier ikke deles af de andre, så er den måde, man vil behandles på, ikke den måde, de vil behandles på, og så kan den gyldne regel ikke bruges.
Som indvending mod denne kritik er det blevet fremført, at den gyldne regel netop indbefatter det at tage de andres smag i betragtning - ligesom man vil ønske, at de andre tager ens smag i betragtning. På den måde vil den gyldne regel stadig udtrykke essensen af universel etik, også ”selv om der ikke er to mennesker i verden, der har fælles behov eller smag.” (Walter T. Stace)

## Forholdet til det kategoriske imperativ
Det kategoriske imperativ er et grundlæggende etisk princip, der blev formuleret af den tyske filosof Immanuel Kant (1724-1804). ”Kategorisk imperativ” betyder ”ubetinget påbud”. Det kategoriske imperativ lyder således:
"Handl kun efter den maksime (grundsætning), ved hvilken du samtidig kan ville, at den bliver almen lov."
Umiddelbart kan det lyde, som om det kategoriske imperativ er det samme som den gyldne regel, blot med en anden formulering. Men det er ikke tilfældet.
Den gyldne regel fokuserer på individet – eller rettere: den fokuserer på forholdet mellem individet og de andre: Du skal behandle andre, som du ønsker at blive behandlet af andre. Derved er reglen i fare for at blive påvirket af tilfældige, individuelle tilbøjeligheder, siger Kant – i overensstemmelse med den ovennævnte kritik. Det er nemlig individuelt, hvordan man ønsker at blive behandlet. En sulten, fattig person ønsker vand og brød til middag, mens en rig person ønsker champagne og kaviar, nævner Kant som et eksempel.
Derfor opstiller han det kategoriske imperativ, som han mener er et rent fornuftsprincip, der ikke er påvirket af individuelle tilbøjeligheder. Imperativet fokuserer på almenheden. Dets fokus er på, hvordan alle handler mod hinanden indbyrdes: Du skal handle således som du ønsker, at alle skal handle mod hinanden indbyrdes. Mens man altså ved den gyldne regel slutter fra, hvordan man selv ønsker at blive behandlet, slutter man ved det kategoriske imperativ fra, hvordan man ønsker, at alle behandler hinanden indbyrdes. Det kategoriske imperativ kan således siges at være en udvidelse af den gyldne regel. Motivet hentes ikke længere fra hensynet til individet, men fra hensynet til almenheden. Der er her tale om en udvikling fra en individuel etik til en universel etik.
Både det kategoriske imperativ og den gyldne regel er et forsøg på at give et almengyldigt svar på, hvordan individet skal handle. I begge tilfælde er der tale om, at princippet bruger ens eget ønske som en rettesnor for, hvordan man skal handle. I tilfældet med den gyldne regel er der tale om et forholdsvis egoistisk og følelsesbestemt ønske. I tilfældet med det kategoriske imperativ er der tale om et mere fornuftsbestemt ønske.